# Ctibor Malý
Ctibor Malý (7. prosince 1885 Praha – 8. ledna 1968) byl český fotbalista a lední hokejista, který patřil mezi české hokejové mušketýry. Jeho sestra Milada Malá byla pedagožkou, tělovýchovnou pracovnicí a spisovatelkou.

## Kariéra
Patřil mezi roky 1905 a 1909 do základního kádru fotbalistů Slavie Praha. V roce 1906 vstřelil poslední gól v zápase Slavie proti Southamptonu, který Slavia vyhrála 4:0. V roce 1910 nastupoval s dalším slávistou Doubravským za SK Pardubice.
Krom zápasů v dresu Slavie odehrál také 3 zápasy za výběr Čech:
- 7.10.1906, Čechy – Uhry 4:4[8]
- 5.4.1908, Uhry – Čechy 5:2[9]
- 13.6.1908, Čechy – Anglie 0:4[10]

V roce 1909 byl členem první české výpravy, která se v Chamonix seznamovala s ledním hokejem (tehdy pro rozlišení označovaným slovem kanadský).